# George Brunies
George Clarence Brunies, alias Georg Brunis (New Orleans, 6 febbraio 1902 – Chicago, 19 novembre 1974), è stato un musicista e trombonista statunitense jazz, membro del dixieland revival. Era conosciuto come "The King of the Tailgate Trombone".

## Biografia

### Primi anni
Brunies è nato a New Orleans, Louisiana, Stati Uniti, in una famiglia di musicisti. Suo padre guidava una band di famiglia e i suoi fratelli Henry, Merritt, Richard e Albert ("Abbie") divennero tutti noti musicisti professionisti. All'età di otto anni, George stava già suonando professionalmente il corno contralto nella band di Papa Jack Laine. Qualche anno dopo passò al trombone. Ha suonato con molte jazz band, bande da ballo e da parata a New Orleans. Non ha mai imparato a leggere la musica, ma poteva rapidamente imparare melodie e inventare una parte per il suo strumento.

### Carriera
Andò prima a Chicago nel 1919 con una band guidata da Ragbaby Stevens, poi lavorò sui battelli fluviali che andavano su e giù per il Fiume Mississippi. Nel 1921 tornò a Chicago e si unì a una banda di suoi amici di New Orleans che suonavano al Friar’s Inn; questa era la band che divenne famosa come i New Orleans Rhythm Kings. Lo stile del trombone di Brunies ebbe un'influenza sui giovani musicisti di Chicago e i suoi dischi furono molto copiati.
Dopo che i Rhythm Kings si sciolsero a Chicago nel 1924, Brunies si unì alla famosa band di Ted Lewis, con la quale suonò fino al 1934.
Dopo un po' di tempo con la band di Louis Prima ottenne un concerto fisso al jazz club di New York, Nick's, fino al 1938. Nel 1939 si unì alla band di Muggsy Spanier, con la quale realizzò alcune delle sue registrazioni più famose. L'anno successivo tornò da Nick's, dove rimase fino al 1946. Brunies lavorò poi con Eddie Condon.

### Carriera successiva
Nel 1949, Brunies tornò a Chicago per guidare la sua band. Brunies spesso metteva in mostra le sue insolite capacità tecniche e allo stesso tempo il suo bizzarro senso dell'umorismo; per esempio si sdraiava sul pavimento e invitava la persona più numerosa del pubblico a sedersi sul suo petto mentre suonava il trombone.
Su consiglio di un numerologo, cambiò il suo nome in Georg Brunis alla fine degli anni quaranta, quando suonava al Club 1111 (undici-undici) di Chicago. Credeva che questo cambiamento di nome avrebbe aumentato la sua fortuna. Il 1111 era un popolare jazz club che era sempre pieno il venerdì e il sabato sera di amanti del jazz provenienti dalla periferia nord di Chicago. Di tanto in tanto altri famosi musicisti jazz, come Muggsy Spanier, venivano a sedersi e suonare fino all'alba.
Georg Brunis morì a Chicago il 19 novembre 1974.